# Dasyatis gigantea
Dasyatis gigantea és una espècie de peix de la família dels dasiàtids i de l'ordre dels myliobatiformes.

## Morfologia
- Els mascles poden assolir 178 cm de longitud total.[4][5]

## Reproducció
És ovovivípar.

## Hàbitat
És un peix marí, de clima temperat i demersal que viu entre de fondària.

## Distribució geogràfica
Es troba a l'oceà Pacífic nord-occidental.

## Observacions
És inofensiu per als humans.